# Avitta fasciosa
Avitta fasciosa är en fjärilsart som beskrevs av Moore 1882. Avitta fasciosa ingår i släktet Avitta och familjen nattflyn. Inga underarter finns listade i Catalogue of Life.